# Liste der Pfarren im Dekanat Graz-West
Das Dekanat Graz-West war ein Dekanat in der Stadtkirche Graz der römisch-katholischen Diözese Graz-Seckau.

## Organisation
Das Dekanat Graz-West umfasste 13 Kirchengemeinden einschließlich jener vier Pfarren, die nach Auflösung des Dekanates Graz-Nord am 1. September 2012 diesem Dekanat zugeteilt wurden.
Dabei bilden jeweils die beiden Pfarren Graz-Puntigam–Graz-St. Johannes respektive Graz-Straßgang–Graz-St. Elisabeth in Webling sowie Graz-Gösting–Thal einen Pfarrverband.
Im Dekanatsgebiet liegen die Grazer Stadtbezirke XIII. Gösting, XIV. Eggenberg, XV. Wetzelsdorf, XVI. Straßgang, XVII. Puntigam, IV. Lend, V. Gries, und die Gemeinden Feldkirchen bei Graz und Thal.
Das Dekanat übernimmt auch die Krankenhausseelsorge Barmherzige Brüder Eggenberg, LKH-West Graz, LSF Graz und UKH Graz.
Die Vierzehn-Nothelfer-Kirche steht auch der Gemeinde der Rumänischen griechisch-katholischen Kirche (Ordinariat für die byzantinischen Gläubigen in Österreich) zur Verfügung.
Es gibt derzeit keinen gewählten Dechant; das Dekanat wird von Stadtpfarrprobst Christian Leibnitz als Dekanatsadministrator und von Dechant-Stellvertreter Wolfgang Schwarz, Pfarrer zu Graz-Hl. Schutzengel und Diözesandirektor für Steiermark der Päpstlichen Missionswerke (Missio) geleitet.

## Nachbardekanate
| Rein |                                             | Graz-Ost            |
|      | Kompassrose, die auf Nachbargemeinden zeigt | Graz-Mitte Graz-Süd |
|      | Graz-Land                                   |                     |

## Liste der Pfarren mit Kirchen, Kapellen und Seelsorgestellen
- Pf. … Pfarre, Org. … Sonstige Organisation
- Sitz … Stadtbezirk, Stadtteil oder Umlandgemeinde, Ortschaft
- Betr. … Betreuung; Vbd. … Pfarrverband (kleingesetzt)
- Seit: gen. … erstgenannt, err. … errichtet
- Patr. … Patrozinium; Anb. … Anbetungstag, Kirchw. … Kirchweihtag

| Pf./Org.                                       | Sitz                    | Betr./Vbd.                                           | Seit                                                             | Patr.                                                                                         | Kirchen, Seelsorgestellen | Bild                     |
| ---------------------------------------------- | ----------------------- | ---------------------------------------------------- | ---------------------------------------------------------------- | --------------------------------------------------------------------------------------------- | --- | ------------------------ |
| Pfarre Feldkirchen                             | Feldkirchen bei Graz    |                                                      | 1782 (alte Pfk. gen. 1144)                                       | Hl. Johannes der Täufer, 24. Juni (Anb. 3. Februar, Kirchweihtag: Zweiter Sonntag im Oktober) | Pfarrkirche Feldkirchen bei Graz |                          |
| Pfarre Graz-Christkönig                        | 15. Wetzelsdorf         |                                                      | 1960 (err., Pfarrk. erb. 1955–59)                                | Christkönigsfest, letzter Sonntag im Kirchenjahr (Kirchw. Christkönigssonntag)                | Pfarrkirche Graz-Christkönig Messkapelle: St. Johann und Paul |                          |
| Pfarre Graz-Hl. Johannes Bosco                 | 05. Gries-Don Bosco     | Salesianer, Niederlassung in Graz-Hl. Johannes Bosco | 1936                                                             | Hl. Johannes Bosco, 31. Jänner (Anb. 9. Juli, Kirchw. 28. März)                               | Pfarrkirche Graz-Hl. Johannes Bosco |                          |
| Pfarre Graz-Hl. Schutzengel                    | 14. Eggenberg           |                                                      | 1932 (err., Allerheiligenkirche erb. 1423)                       | Hl. Schutzengel, 2. Oktober                                                                   | Pfarrkirche Graz-Hl. Schutzengel Kirche: Allerheiligenkirche |                          |
| Pfarre Graz-Puntigam                           | 17. Puntigam            | Graz-Puntigam – Graz-St.Johannes                     | 1975 (Expositur 1969, Matriken von Graz-Zentralfriedhof ab 1940) | Hl. Leopold, 15. November (Anb. Sonntag vor dem 15. November)                                 | Pfarrkirche Graz-Puntigam Kapellen: Brauereikapelle Hl. Maria, Schönberger-Kapelle Hl. Christophorus |                          |
| Pfarre Graz-St. Elisabeth in Webling           | 16. Straßgang-Webling   | Graz-Straßgang – Graz-St.Elisabeth in Webling        | 1991 (err., Pfarrk. erb. 1972, Expositur 1984)                   | Hl. Elisabeth von Thüringen, 19. November                                                     | Pfarrkirche Graz-St. Elisabeth Kirche: Anstaltskirche Hl. Kreuz in der Landesnervenklinik Sigmund Freud Messkapellen (in der Landesnervenklinik): Hausoratorium Unbefleckte Empfängnis der Barmherzigen Schwestern, Hauskapelle der Kreuzschwestern zum Hl. Kreuz                                                                         |                          |
| Pfarre Graz-St. Johannes                       | 05. Gries               | Graz-Puntigam – Graz-St.Johannes                     | 1979 (Expositur 1974, Matriken von Graz-Zentralfriedhof ab 1940) | Hl. Johannes Evangelist, 27. Dezember                                                         | Pfarrkirche Graz-St. Johannes Kirche: Gekreuzigter Heiland am Zentralfriedhof (Pfarre 1940–1996) |                          |
| Pfarre Graz-St. Vinzenz                        | 14. Eggenberg           | Lazaristen, Missionshaus St. Vinzenz (Betr.)         | 1932 (err., Pfarrk. erb. 1894)                                   | Hl. Vinzenz von Paul, 27. September (Kirchw. 24. April)                                       | Pfarrkirche Graz-St. Vinzenz Kirche: Franziskanerinnenkirche Unbefleckte Empfängnis Filialkirche: Vierzehn Nothelfer Messkapellen: Johannes von Gott im Juvenat der Barmherzigen Brüder, Schmerzhafte Mutter im Spital der Barmherzigen Brüder, Franziskuskapelle der Schulschwestern, Kapelle des Kirchlichen Vermögensfonds – Eggenberg |                          |
| Hauptpfarre Graz-Straßgang                     | 16. Straßgang           | Graz-Straßgang – Graz-St. Elisabeth in Webling       | vor 1147 (err., erb. um 1140)                                    | Hl. Maria im Elend, 15. August (Anb. jeden Freitag, Kirchw. dritter Sonntag im Oktober)       | Pfarrkirche Graz-Straßgang Kirchen: Florianikirche, Rupertikirche (Aribonenkirche), Schlosskirche St. Martin Messkapellen: Mariä Verkündigung im Altersheim (Caritas), Schmerzhafte Mutter in Windorf, Kapelle in Mantscha, Kapelle in Pirka                                                                                              |                          |
| Pfarre Graz-Gösting                            | 13. Gösting             | Graz-Gösting – Thal                                  | 1946 (err.)                                                      | Hl. Anna, 26. Juli                                                                            | Pfarrkirche Graz-Gösting Filialkirche: Christkönig in Raach Messkapellen: Jubiläumskapelle am Robert-Mlekus-Weg, Cholerakapelle Hl. Dreifaltigkeit am Ruinenberg, Burgkapelle in der Ruine Gösting (Hl. Anna), Katholikentagskapelle | data-sort-value="1960"\| |
| Pfarre Graz-Kalvarienberg                      | 04. Lend, Kalvarienberg |                                                      | 1831 (err., 1659 Ölbergkapelle, Pfarrk. erb. 1668, Lokalie 1786) | Hl. Kreuz (-Auffindung), 14. September                                                        | Pfarrkirche Graz-Kalvarienberg Kirche: Hl. Anna bei den Guten Hirtinnen Messkapellen: Dismaskapelle (Aufbahrungskapelle), Mariä Schmerzen auf dem Kalvarienberg, Hl. Magdalena auf dem Kalvarienberg, Kapelle im Haus zur Förderung bewegungsbehinderter Kinder (Mosaik, bei den Guten Hirtinnen)                                         | data-sort-value="1723"\| |
| Pfarre Graz-Schmerzhafte Mutter (Marienpfarre) | 04. Lend                | Lazaristen, Zentralhaus Graz (Betr.)                 | 1939 (err., Pfarrk. erb. 1863)                                   | Schmerzhafte Mutter, 15. September (Anb. Zweiter Samstag im Oktober, Kirchw. 18. Juli)        | Pfarrkirche Graz-Schmerzhafte Mutter Kirche: Unbefleckte Empfängnis beim Mutterhaus der Barmherzigen Schwestern Kapelle: Hauskapelle im Zentralhaus der Lazaristen Messkapellen: Krankenkapelle im Mutterhaus der Barmherzigen Schwestern, Kapelle im Pfarrhaus Mariengasse 31                                                            | data-sort-value="1858"\| |
| Pfarre Thal                                    | Thal                    | Zisterzienser, Stift Rein (Ink.) Graz-Gösting – Thal | 1322 (gen.)                                                      | Hl. Jakobus der Ältere, 25. Juli (Anb. 20. April, Kirchw. zweiter Sonntag im Mai)             | Pfarrkirche Thal |                          |

Stand: 9/2012